# Luis Pardo Novoa
Telmo Luis Pardo Novoa (Chiquián, 19 de agosto de 1874-Chiquián, 5 de enero de 1909) fue un hacendado peruano, perseguido por la ley al tomar justicia por su propia mano y posteriormente convertido en figura romántica. Fue conocido como Luis Pardo, el bandolero.

## Biografía
Luis Pardo perteneció a una familia acomodada y conocida en la región de Ancash: su padre  Pedro Pardo Zorrilla, hacendado propietario de la hacienda Pancal, había participado en las fuerzas caceristas contra las montoneras de Nicolás de Piérola. Su abuelo, llamado también Luis Pardo, fue alcalde dev Chiquián en dos períodos.
Cuando tenía 11 años de edad, su padre fue asesinado por los hermanos Alvarado debido a una disputa de tierras, crimen que fue encubierto por las autoridades locales. Su madre, llena de pesar, murió al poco tiempo. Luis Pardo vengó a su padre emboscando a los Alvarado en las afueras del pueblo y matándolos a tiros con una carabina, empezando así su vida al margen de la ley.
Su abuelo se encargó de la educación del nieto. Luis después de haber cursado los primeros años de estudio en Chiquián fue a Lima a seguir la Secundaria en el Colegio Guadalupe. Al alcanzar la mayoría de edad asumió la gestión de la hacienda Pancal. A diferencia de los grandes terratenientes que explotaban a sus peones, él trataba de que se les diera un trato más humano —hasta retribuyendo a los servidores por su trabajo—. Los días de descanso solía reunir a sus trabajadores para enseñarles a leer y escribir, inculcándoles reglas de urbanidad, puntualidad, orden y hábitos de limpieza.
A los 17 años contrajo matrimonio con Julia Ramírez con quien no tuvo hijos y se separaron años después. Cerca a los 25 años, cuentan que se enamoró perdidamente de Zoila Tapia, una joven pastora (a la que, según creen algunos, habría llamado cariñosamente "Andarita", nombre atribuido equivocadamente a una flor silvestre que crecería en el noroeste de Perú) y formó vida conyugal con ella. Pero su felicidad no duró mucho: Zoila falleció al dar a luz a su hijo, quien murió poco después. Estos hechos marcarían profundamente a Luis Pardo, hundiéndolo en la depresión. El escritor Bernardo Rafael Álvarez es autor de un ensayo en que aclara el asunto referido al mencionado nombre atribuido a la presunta pareja de Luis Pardo.
En ese tiempo ya integraba las filas de los Montoneros de Andrés Avelino Caceres. Cerca de Barranca, el grupo tuvo un sangriento combate con los soldados de Nicolás de Piérola, siendo derrotados y tomados prisioneros. Luis Pardo, huyó de la cárcel y desde ese momento fue constantemente perseguido por la justicia. Se enfrentó innumerables veces a la fuerza pública, en incursiones que dejaron varias muertes y con lo que se le declaró abiertamente como un bandolero.

## El Bandolero

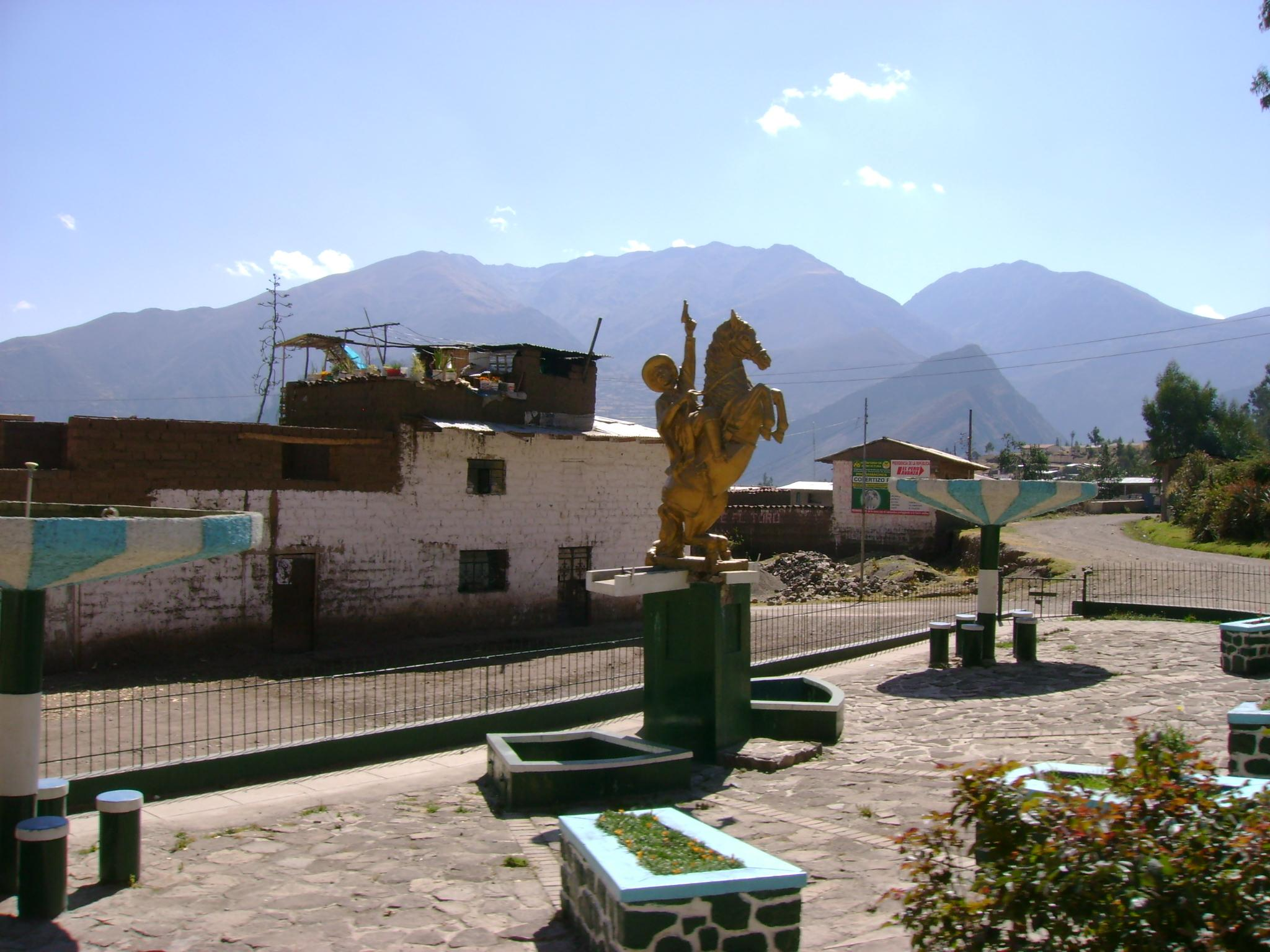
Monumento a Luis Pardo en la entrada de Chiquián.

Luis Pardo se convirtió para los pobladores en un justiciero que se había rebelado contra la tiranía y la injusticia institucionalizadas, defendiéndolos de los abusos y atropellos de los poderosos ante la imposibilidad de contar con una justicia sorda y corrompida. Es así que muchos simpatizantes se unieron a él, formando una banda que lo acompañaba en sus incursiones por las serranías de Ancash y Lima.
Las historias de sus correrías tuvieron lugar a fines del siglo XIX e inicios del XX y han sido contadas por los pobladores en distintas versiones, pero todos concuerdan que fue un hombre solidario, generoso, y con un alto sentido de justicia frente a la opresión y al descontento social, un excelente jinete, hábil tirador y un empedernido mujeriego. También contaban que frecuentemente lo veían escribir poemas y canciones porque era un amante de la lectura y de la música.
La aparición de Luis Pardo Novoa, motivó el temor entre los hacendados y mineros. Bastaba la más ligera indicación de que en tal hacienda se hubiera cometido un abuso contra algún indígena, para que Luis Pardo y su “banda” se hicieran presentes, conminándolos a dar trato justo a los trabajadores. Muchos de los defendidos se unieron a su "banda" y juntos atacaban a sus opresores, a quienes imponía cupos, que luego - según cuentan - distribuía entre los más necesitados. La fama de Luis Pardo como revolucionario y justiciero social se extendió y en los pueblos lo veían como un protector de pobres y desamparados.
De carácter temerario, mostraba constante desprecio a su propia vida, en una ocasión ingresó solo, a la fiesta que organizaba uno de sus enemigos, entregándose a la diversión con tal aplomo y valentía que sus rivales no se atrevieron a enfrentarle. En otra oportunidad, estando en la ciudad de Supe contemplaba una corrida de toros, exponiéndose a la vista de todos. Pronto fue descubierto por las autoridades y ante la inminente captura, se lanzó al ruedo y poncho en mano se abrió paso entre los animales, toreándolos, mientras la concurrencia lo celebraba con atronadores aplausos, y la fuerza pública no pudo impedir su huida.

## Captura y muerte

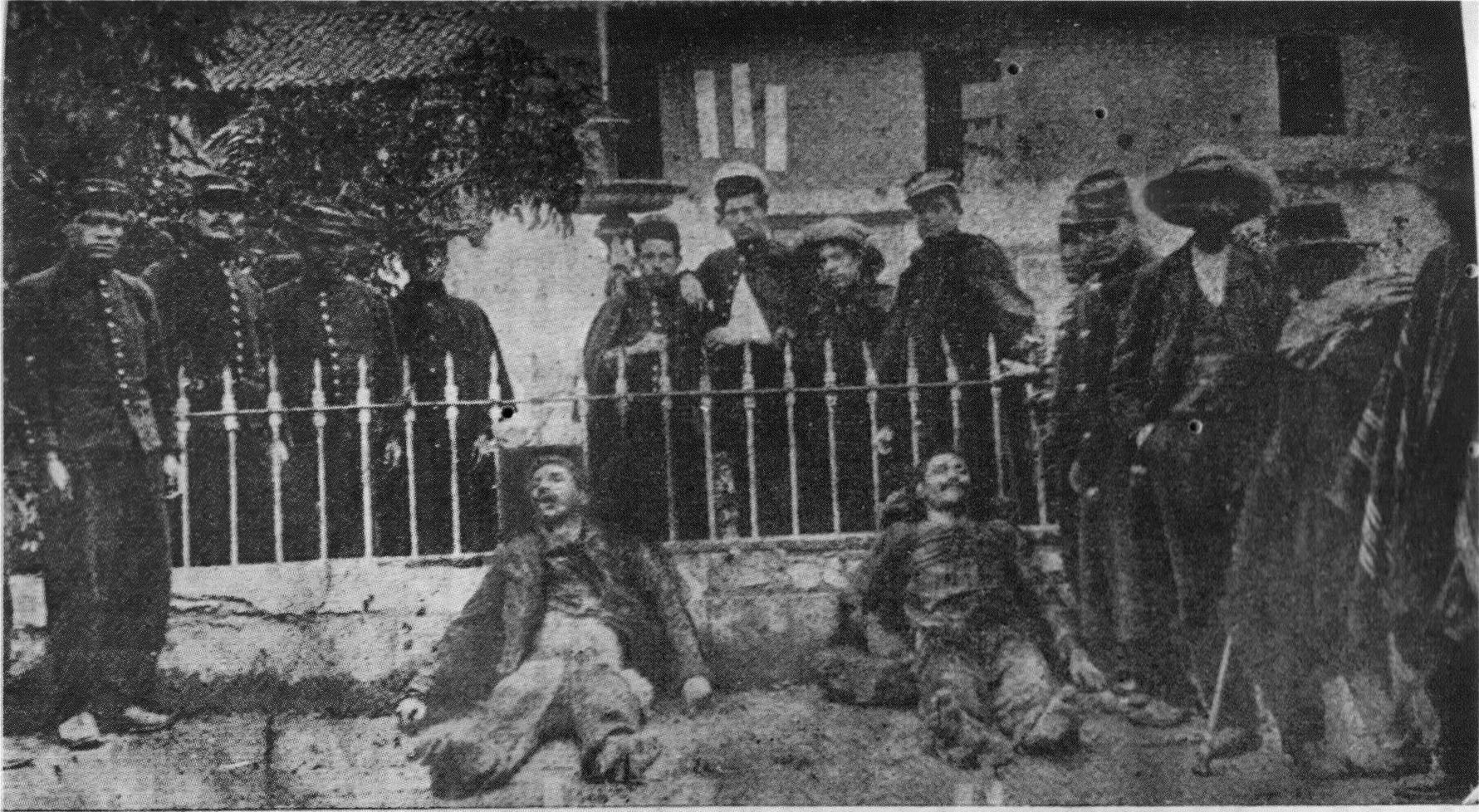
Foto oficial de la captura. En el suelo los cadáveres de Celedonio Gamarra y Luis Pardo.

A pesar de que se había puesto precio a su cabeza, Luis Pardo y su banda reinaron en el norte de Perú por muchos años, hasta que en el gobierno de Augusto B. Leguía, se organizó un destacamento para capturarlo. Desde Lima salió un contingente de 50 gendarmes al mando del sargento Álvaro Toro Mazote, quienes enrumbaron al norte.
Al llegar a Chiquián y después de varios días de persecución por pueblos de la zona, lo acorralaron en una cueva del paraje llamado Jacar (límite entre el distrito de Marca en la provincia de Recuay y el distrito de Cajacay en la provincia de Bolognesi). Allí lo mataron luego de sitiarlo durante dos días, junto con Celedonio Gamarra, su compadre y uno de sus amigos de correrías. Antes de morir en manos de sus perseguidores, Luis Pardo, creyendo en una posible huida, salió de la cueva a disparo limpio, corrió cerro abajo y se lanzó a las aguas del río Tingo (distrito de Cajacay), pero allí fue acribillado (el río luego llevaría su nombre). Río abajo, su cuerpo fue recogido por los pobladores, y a la llegada de los gendarmes, un alférez sacó su revólver y disparó a su cabeza, lo que motivó el reclamo de los pobladores presentes. El contingente policial, en su camino de regreso a Chiquián (capital de la provincia de Bolognesi), pasó por el pueblo de Cajacay, y queriendo demostrar severidad quiso llevar el cuerpo a la plaza de armas para exhibirlo, pero la muchedumbre exaltada evitó el ultraje de su cadáver, situación que obligó al contingente a reanudar su camino. Ya en Chiquián, los cuerpos fueron fotografiados como prueba de su muerte y expuestos casi todo un día en la plaza para escarmiento de los pobladores. Luis Pardo murió el 5 de enero de 1909 a los 35 años de edad.
El grupo, que muchas veces lo acompañó, siguió actuando después de su muerte, por lo cual otros tantos pobladores creían que no había muerto. Años más tarde, bajo la gestión del subprefecto Francisco Moreno Descalzi, recién se pudo aniquilar el último reducto de aquellos rebeldes.

## La leyenda de Luis Pardo

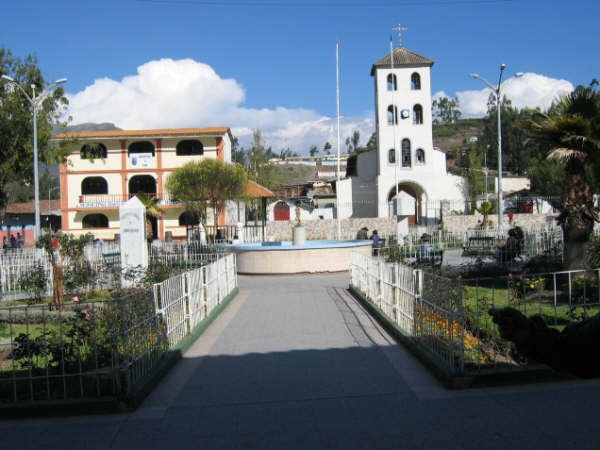
Plaza central de Chiquián.

Los pobladores que se beneficiaron de su generosidad, lloraron su muerte. Sus historias fueron con el tiempo, anécdotas que formaron parte de la historia de su pueblo, Chiquián, de la Pampa de Lampas, su segura morada y de gran parte del departamento de Áncash de Lima. 
En 1955, en el cementerio de Chiquián, su pueblo natal, erigió un mausoleo a Luis Pardo Novoa dónde reposan sus restos, declarándolo "Hijo Ilustre y Benefactor de los Pobres". Dicho busto fue cincelado por el escultor peruano Vidal León. La propia Beneficencia Pública de Chiquián se asoció al homenaje, cediendo gratuitamente cuatro metros de terreno en el cementerio local: "...en razón de la obra benéfica cumplida por Luis Pardo Novoa, en favor de los necesitados"; exaltándosele a la categoría de Benefactor. 
La figura de Luis Pardo ha sido tratada por escritores, compositores y poetas como: José Diez Canseco, Enrique Cornejo Villanueva, Alberto Carrillo Ramírez, Rubén Barrenechea Núñez, Manuel Justo Arredondo, Raúl Zárate Aquino, Julio Rosas Olivera Oré, Alfredo Grados, Darío Mejía, Pedro Arana Quiróz, Filomeno Zubieta Núñez, Vidal Alvarado Cruz, Mario Reyes Barba, Alejandro Aldave Montoro, Héctor Gamarra Espinoza, Mauro Aquino Albornoz, Guillermo Pardo Novoa, Sonia Pardo Loarte, Luis A. Ramírez S., Bernardo Rafael Álvarez, entre otras pródigas plumas que le han escrito semblanzas, cuentos, poemas, dramas, canciones e himnos. 

## "El canto de Luis Pardo" o "La andarita"

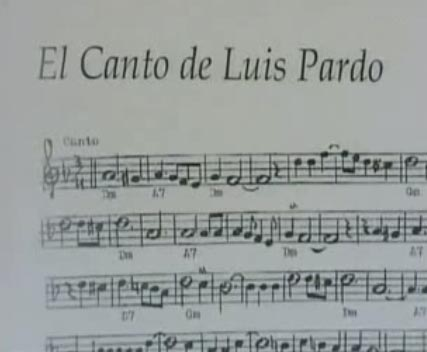
Partitura "El Canto de Luis Pardo".

El 23 de septiembre de 1909 (a los pocos meses de la muerte de Luis Pardo) se publicó por primera vez, en el semanario "Integridad", que dirigió Abelardo Gamarra "El Tunante", un envío anónimo que recibió dicho semanario. Se trataba de un poema que constaba de once décimas, titulado El Canto de Luis Pardo. Estas décimas cuentan la vida de Luis Pardo, la muerte de sus padres y la de su amada Andarita, así como también narraba sus pesares y el porqué de su rebeldía contra las autoridades. Se sabía de las inclinaciones poéticas de Luis Pardo, por lo que se presume que dichas décimas fueron escritas por él. Otro rumor que también circuló es que la letra de estas décimas fue escrita por el poeta Leonidas Yerovi. El hecho es que no hay pruebas contundentes sobre quien fue el verdadero autor, por lo que se considera de autor anónimo. 
Se adaptaron las estrofas primera, quinta, novena y última, para crear el vals peruano Luis Pardo, también conocido como La Andarita. Algunos lo llaman erróneamente  El Canto de Luis Pardo, pero éste es el nombre del poema. Se le atribuye la letra de dicho vals a Abelardo Gamarra "El Tunante" y la música a Justo Arredondo aunque ninguno de los dos lo firmaron cuando empezó aparecer en los cancioneros de esa época, posiblemente por ser una composición rebelde; deduciéndose que querían evitarse problemas.
Con el correr del tiempo, los versos del vals Luis Pardo o La Andarita, de Gamarra y Arredondo, fueron cambiados, en parte, por los intérpretes, por lo que se puede encontrar ligeras diferencias en la versión antigua y la que se canta actualmente. La versión más conocida y emblemática de este vals fue la de 1956 por Los Troveros Criollos. Todos los posteriores covers de este tema hechos años después por otros artistas, se basaron en esta legendaria versión.

## En la cultura popular
En 1929, el empresario arequipeño Enrique Cornejo Villanueva llevo a cabo el rodaje de Luis Pardo, un biopic que en el que además protagonizó al bandolero. Este filme terminó de consagrar a Luis Pardo como un luchador social y una figura romántica.[cita requerida]
En 1938, la productora Cinematográfica Heraldo estrenó Su ultimo adiós, también basada en la vida de Luis Pardo. Dirigida por Sigifredo Salas y protagonizada por el cubano Rogelio Hernández y la madrileña Amelia Altábaz, actualmente no se conseva ninguna copia de la película.
De Luis Pardo también se han escrito los siguientes libros:
- Luis Pardo, el gran bandido, Alberto Carrillo Ramírez, UNMSM, Lima 1967
- Luis Bandolero Luis, de Walter Ventosilla, Paloma Ediciones, 2005
- Luis Pardo, su vida de Filomeno Zubieta